# Środki stylistyczne
Środki stylistyczne – środki używane w szeroko pojętej sztuce, mające na celu wywołanie u odbiorcy pożądanych emocji, środki artystycznego wyrazu, do których zaliczamy:

## A
- alegoria
- aliteracja
- aluzja literacka
- amplifikacja
- anafora
- anakolut
- animalizacja
- animizacja
- antonim
- antropomorfizacja
- antyteza
- apostrofa
- apozycja
- archaizm
- asyndeton

## D
- dialektyzacja
- dźwiękonaśladownictwo

## E
- echolalia
- elipsa
- emfaza
- enumeracja
- epifora
- epitet
- epitet barokowy
- epitet metaforyczny
- epitet stały
- epitet tautologiczny
- eufemizm
- eufonia

## G
- glosolalia
- gradacja
- groteska

## H
- hiperbola
- homonimy

## I
- instrumentacja głoskowa
- inwersja
- inwokacja
- ironia

## K
- kolokwializm
- kontrast

## L
- lipogram

## M
- metafora
- metonimia

## N
- neologizm

## O
- oksymoron
- onomatopeja
- ożywienie

## P
- paradoks
- parafraza
- paralelizm składniowy
- parenteza
- paronomazja
- personifikacja
- peryfraza
- pleonazm
- polisyndeton
- porównanie
- porównanie homeryckie
- powtórzenie
- przenośnia
- przerzutnia
- pytanie retoryczne

## R
- retrospekcja
- rym

## S
- sarkazm

## W
- wykrzyknienie

## Z
- zeugma